# Gare de Bornem
La gare de Bornem est une gare ferroviaire belge de la ligne 54, de Y Heike (Malines) à Terneuzen située près du centre de la commune de Bornem, en Région flamande dans la province d'Anvers.
Elle est mise en service en 1870 par la Société Anonyme du Chemin de Fer International de Malines à Terneuzen et appartient à la SNCB depuis 1948. Depuis 2015, c'est une halte sans guichets desservie par des trains Omnibus (L) et d'Heure de pointe (P). 

## Situation ferroviaire
Établie au point kilométrique (PK) 17,5 de la ligne 54, de Y Heike (Malines) à Terneuzen, la gare de Bornem se trouve entre les gares ouvertes de Puurs et Tamise.

## Histoire
La gare de Bornem est ouverte le 28 juillet 1870 par la Société Anonyme du Chemin de Fer International de Malines à Terneuzen. D'abord une gare modeste avec une seule voie, elle possédera plus tard jusqu'à quatre voies, dont deux pour les marchandises, et un second quai central.
Durant les années 1930, cette compagnie privée ajoute une extension à toit plat à gauche du bâtiment de 1870, lequel perd un étage. Encore visible en 1958, le bâtiment le plus récent a depuis disparu et celui d'origine a subsisté. La gare a par ailleurs perdu ses voies additionnelles et la ligne a été électrifiée.
En 2015, les guichets de la gare de Bornem sont fermés.

## Service des voyageurs

### Accueil
Halte SNCB, c'est un point d'arrêt non géré (PANG) à entrée libre. L'achat de titres de transport s'effectue au moyen d'un distributeur automatique.
La gare dispose d'un seul quai et de deux entrées reliées entre-elles par un tunnel sous l'unique voie. La traversée peut aussi s'effectuer par le passage à niveau.

### Desserte
Bornem est desservie par des trains Omnibus (L), et d'heure de pointe (P) de la SNCB, circulant sur la ligne commerciale 54 (voir brochure SNCB).

Installations
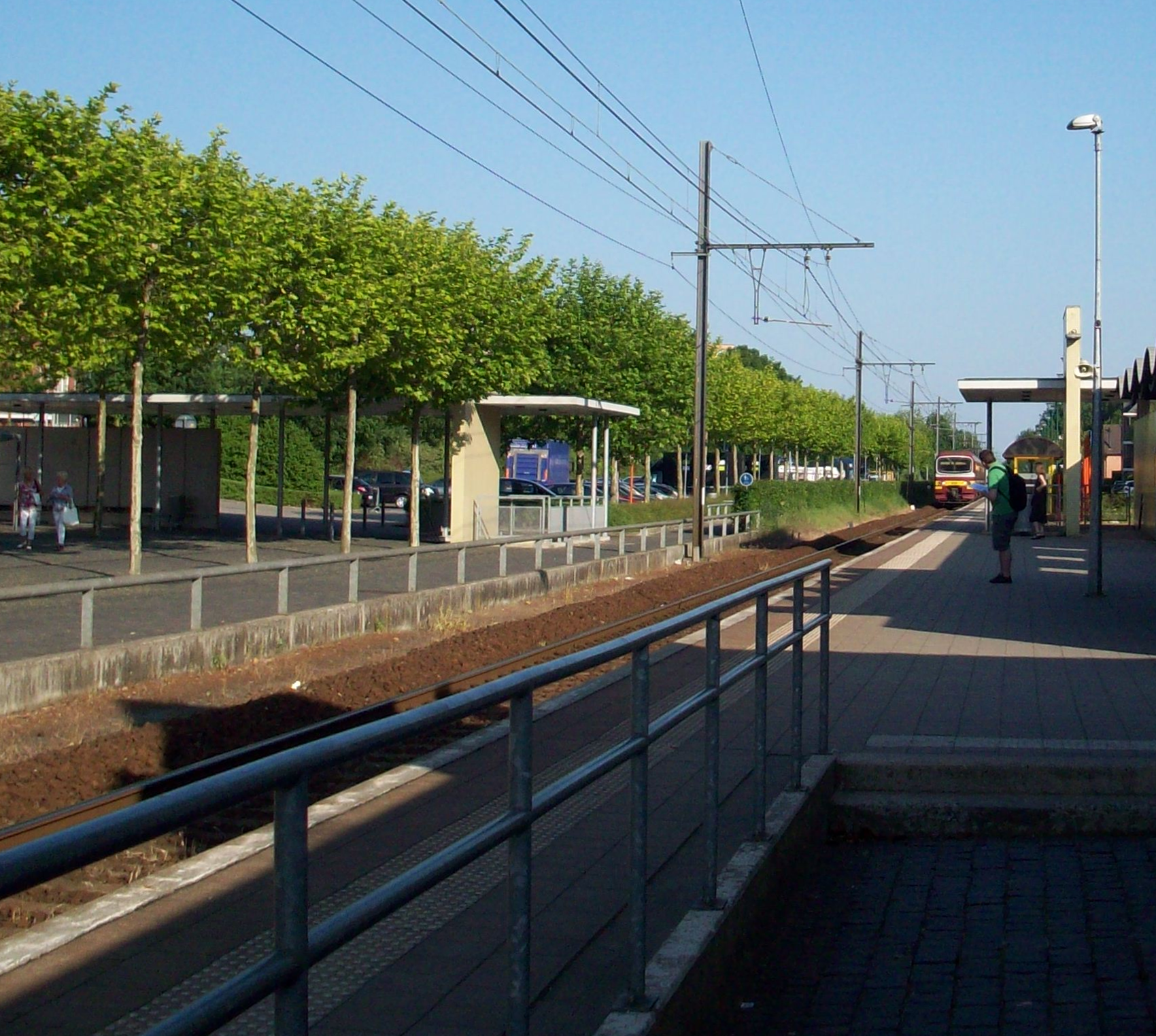
Quais de la gare.
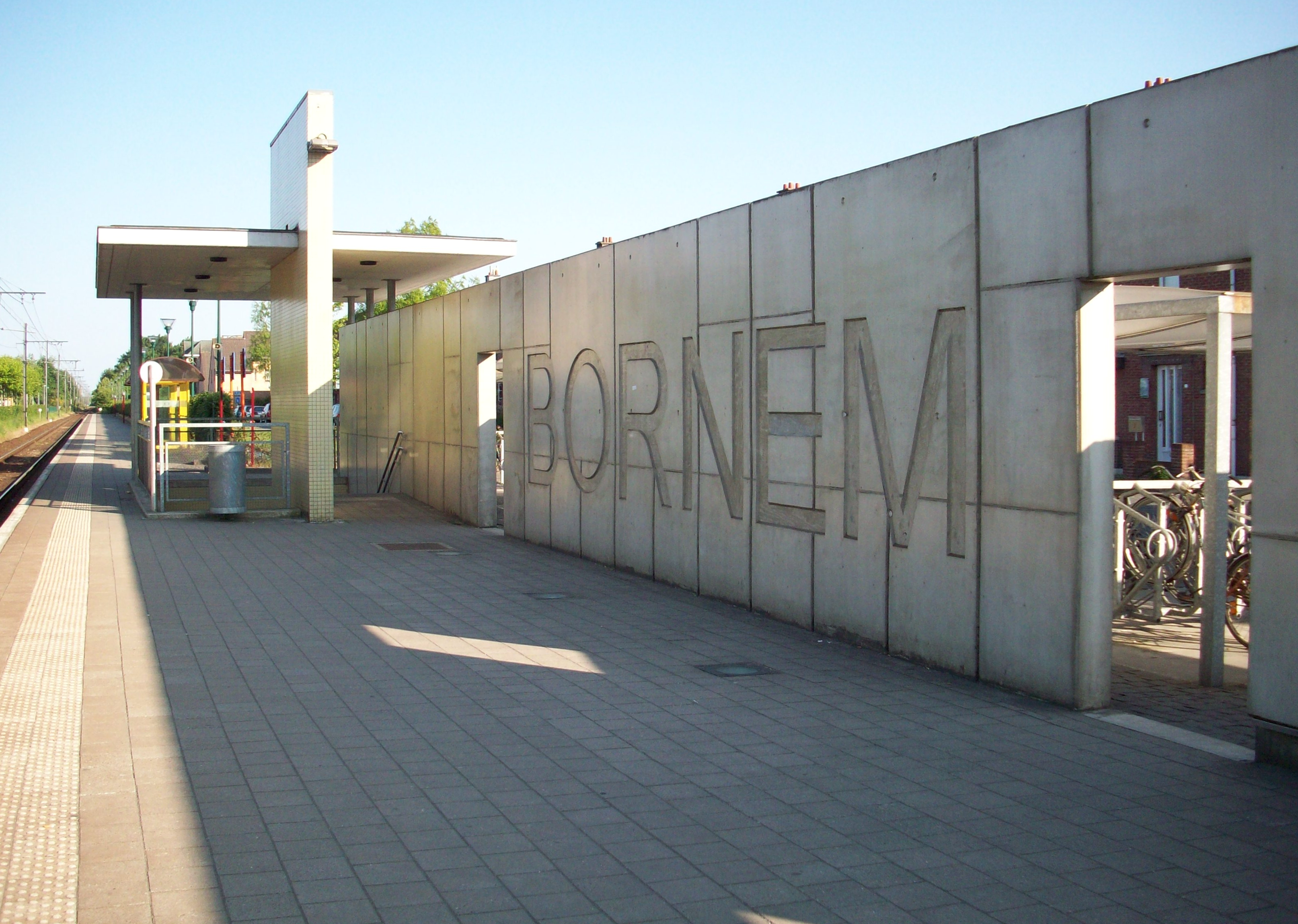
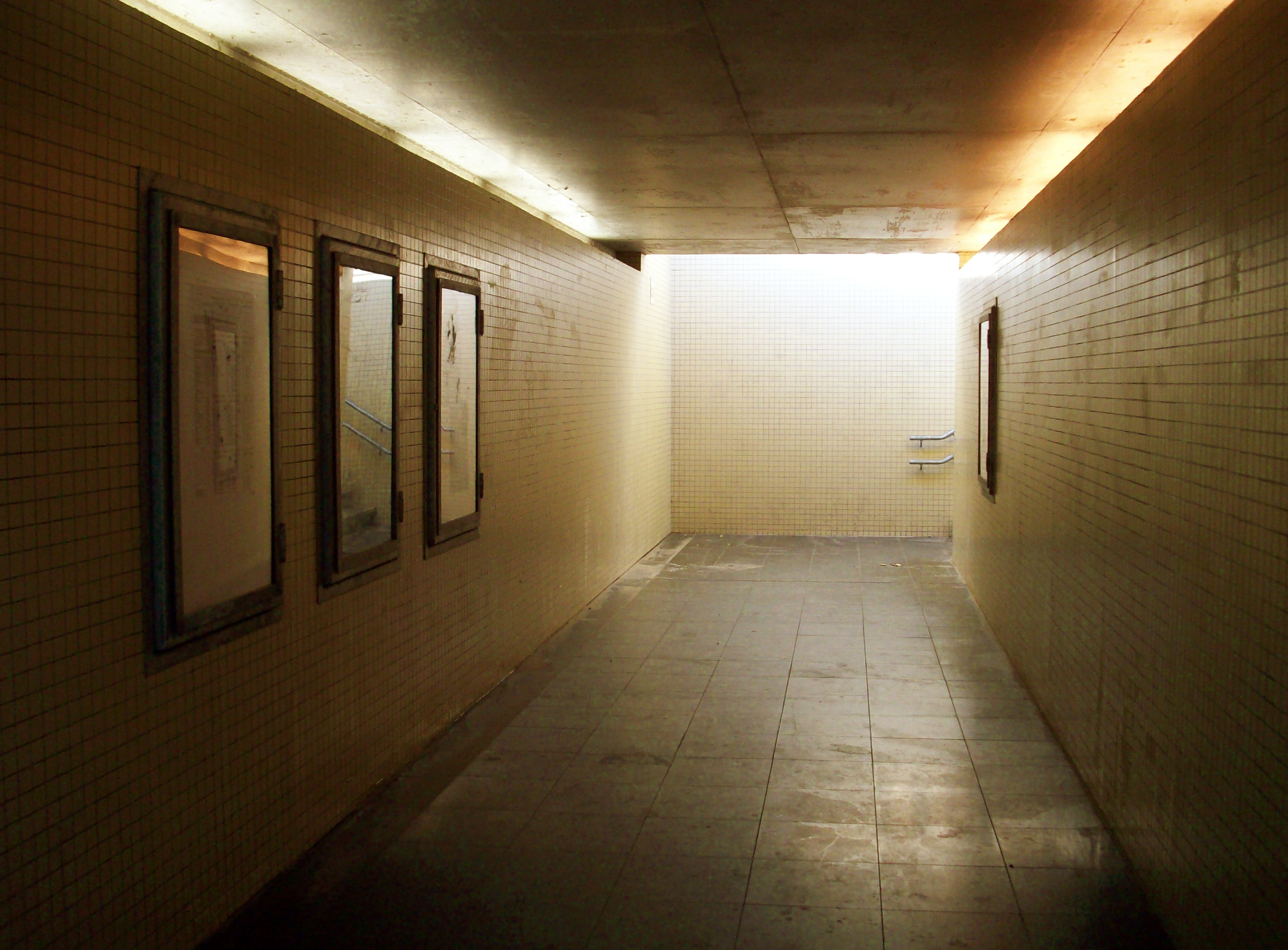
Couloirs sous voies.

#### Semaine
La gare de Bornem est desservie par une relation cadencée à l'heure : des trains L de Saint-Nicolas à Louvain via Malines.
Aux heures de pointe, dix trains supplémentaires (P) complètent la desserte de la ligne 54 :
- le matin, un train aller-retour Saint-Nicolas - Malines et un train Saint-Nicolas - Louvain ;
- le midi, un aller-retour Saint-Nicolas - Malines ;
- l'après-midi, un train Saint-Nicolas - Malines, trois Malines - Saint-Nicolas et un Saint-Nicolas - Louvain.

#### Week-ends et fériés
La desserte est plus restreinte et consiste en une relation L Malines - Saint-Nicolas, cadencée à l'heure.

### Intermodalité
Un parking routier se trouve de l'autre côté des voies. De chaque côté se trouvent des places de stationnement pour les personnes à mobilité réduite et deux aires de parcage pour les vélos.
L'arrêt « Bornem station » des bus De Lijn se trouve à côté du passage à niveau.

## Comptage voyageurs
Ce graphique et tableau montre le nombre de voyageurs embarquant en moyenne durant la semaine, le samedi et le dimanche.
| Nombre de passagers qui embarquent à la gare de Bornem | Nombre de passagers qui embarquent à la gare de Bornem | Nombre de passagers qui embarquent à la gare de Bornem | Nombre de passagers qui embarquent à la gare de Bornem |
|                                                        | Semaine                                                | Samedi                                                 | Dimanche                                               |
| ------------------------------------------------------ | ------------------------------------------------------ | ------------------------------------------------------ | ------------------------------------------------------ |
| 1977                                                   | 716                                                    | 102                                                    | 76                                                     |
| 1978                                                   | 794                                                    | 115                                                    | 152                                                    |
| 1979                                                   | 750                                                    | 90                                                     | 82                                                     |
| 1980                                                   | 707                                                    | 136                                                    | 151                                                    |
| 1981                                                   | 702                                                    | 110                                                    | 156                                                    |
| 1982                                                   | 677                                                    | 115                                                    | 159                                                    |
| 1983                                                   | 688                                                    | 93                                                     | 107                                                    |
| 1984                                                   | 767                                                    | 120                                                    | 100                                                    |
| 1985                                                   | 692                                                    | 166                                                    | 163                                                    |
| 1986                                                   | 675                                                    | 153                                                    | 147                                                    |
| 1987                                                   | 641                                                    | 170                                                    | 148                                                    |
| 1988                                                   | 645                                                    | 174                                                    | 203                                                    |
| 1989                                                   | 842                                                    | 194                                                    | 144                                                    |
| 1990                                                   | 724                                                    | 203                                                    | 204                                                    |
| 1991                                                   | 763                                                    | 222                                                    | 201                                                    |
| 1992                                                   | 805                                                    | 229                                                    | 226                                                    |
| 1993                                                   | 742                                                    | 265                                                    | 207                                                    |
| 1994                                                   | 894                                                    | 241                                                    | 158                                                    |
| 1995                                                   | 881                                                    | 219                                                    | 206                                                    |
| 1996                                                   | 868                                                    | 226                                                    | 158                                                    |
| 1997                                                   | 926                                                    | 252                                                    | 217                                                    |
| 1998                                                   | 777                                                    | 213                                                    | 234                                                    |
| 1999                                                   | 611                                                    | 232                                                    | 204                                                    |
| 2000                                                   | 599                                                    | 194                                                    | 179                                                    |
| 2001                                                   | 630                                                    | 204                                                    | 190                                                    |
| 2002                                                   | 645                                                    | 206                                                    | 186                                                    |
| 2003                                                   | 561                                                    | 266                                                    | 221                                                    |
| 2004                                                   | 711                                                    | 264                                                    | 168                                                    |
| 2005                                                   | 758                                                    | 307                                                    | 212                                                    |
| 2006                                                   | 747                                                    | 292                                                    | 222                                                    |
| 2007                                                   | 783                                                    | 217                                                    | 182                                                    |
| 2008                                                   | -                                                      | -                                                      | -                                                      |
| 2009                                                   | 806                                                    | 255                                                    | 300                                                    |
| 2010                                                   | -                                                      | -                                                      | -                                                      |
| 2011                                                   | -                                                      | -                                                      | -                                                      |
| 2012                                                   | 874                                                    | 409                                                    | 345                                                    |
| 2013                                                   | 748                                                    | 256                                                    | 245                                                    |
| 2014                                                   | 784                                                    | 244                                                    | 303                                                    |
| 2015                                                   | 698                                                    | 185                                                    | 221                                                    |
| 2016                                                   | 753                                                    | 304                                                    | 265                                                    |
| 2017                                                   | 780                                                    | 238                                                    | 251                                                    |
| 2018                                                   | 861                                                    | 265                                                    | 277                                                    |
| 2019                                                   | 830                                                    | 265                                                    | 221                                                    |
| 2020                                                   | 539                                                    | 183                                                    | 204                                                    |
| 2021                                                   | -                                                      | -                                                      | -                                                      |
| 2022                                                   | 697                                                    | 264                                                    | 407                                                    |
| 2023                                                   | 682                                                    | 344                                                    | 365                                                    |
| 2024                                                   | 799                                                    | 244                                                    | 209                                                    |